# Sphenorhina decernens
Sphenorhina decernens är en insektsart som beskrevs av Walker 1858. Sphenorhina decernens ingår i släktet Sphenorhina och familjen spottstritar. Inga underarter finns listade i Catalogue of Life.